# 波兰王室联盟
波兰王室联盟（缩写为KKP），通称王室（Korona），是波兰一个君主主义、反动主义和硬欧洲怀疑主义政党，该党于2019年由格热戈日·布劳恩创立。该党的目标是“为波兰的利益而战，确保波兰国家的主权，捍卫波兰的天主教信仰，确保波兰家庭的繁荣，帮助塑造基于拉丁文明原则的社会生活”。
自成立以来，该党一直与KORWiN和民族运动结成自由与独立联盟。该党在2019年波兰议会选举中赢得1个席位。
该党领袖格热戈日·布劳恩曾是2020年联盟总统初选的候选人。他在最后一轮投票中输给了克日什托夫·博萨克，随后立即支持对方竞选。